# 韋氏冠石脂鯉
韋氏冠石脂鯉，為輻鰭魚綱脂鯉目脂鯉亞目脂鯉科的其中一個種，分布於南美洲巴拉那河流域，體長可達2.9公分，棲息在沙石底質、植物沉積物沉澱的水域，以節肢動物為食，生活習性不明。